# Mercer Motors Corporation

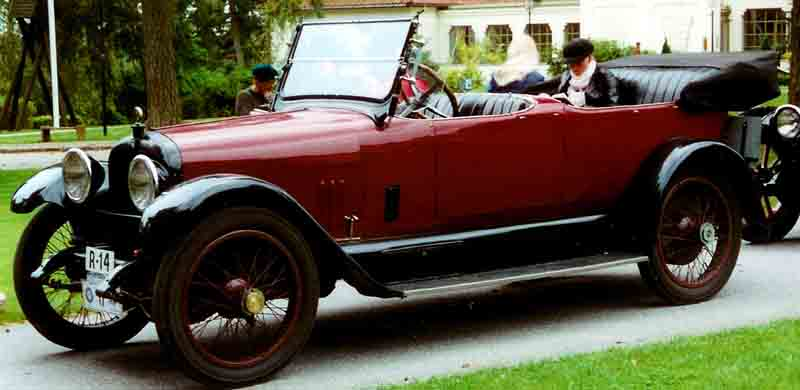
Mercer 22/72 Touring (1916)

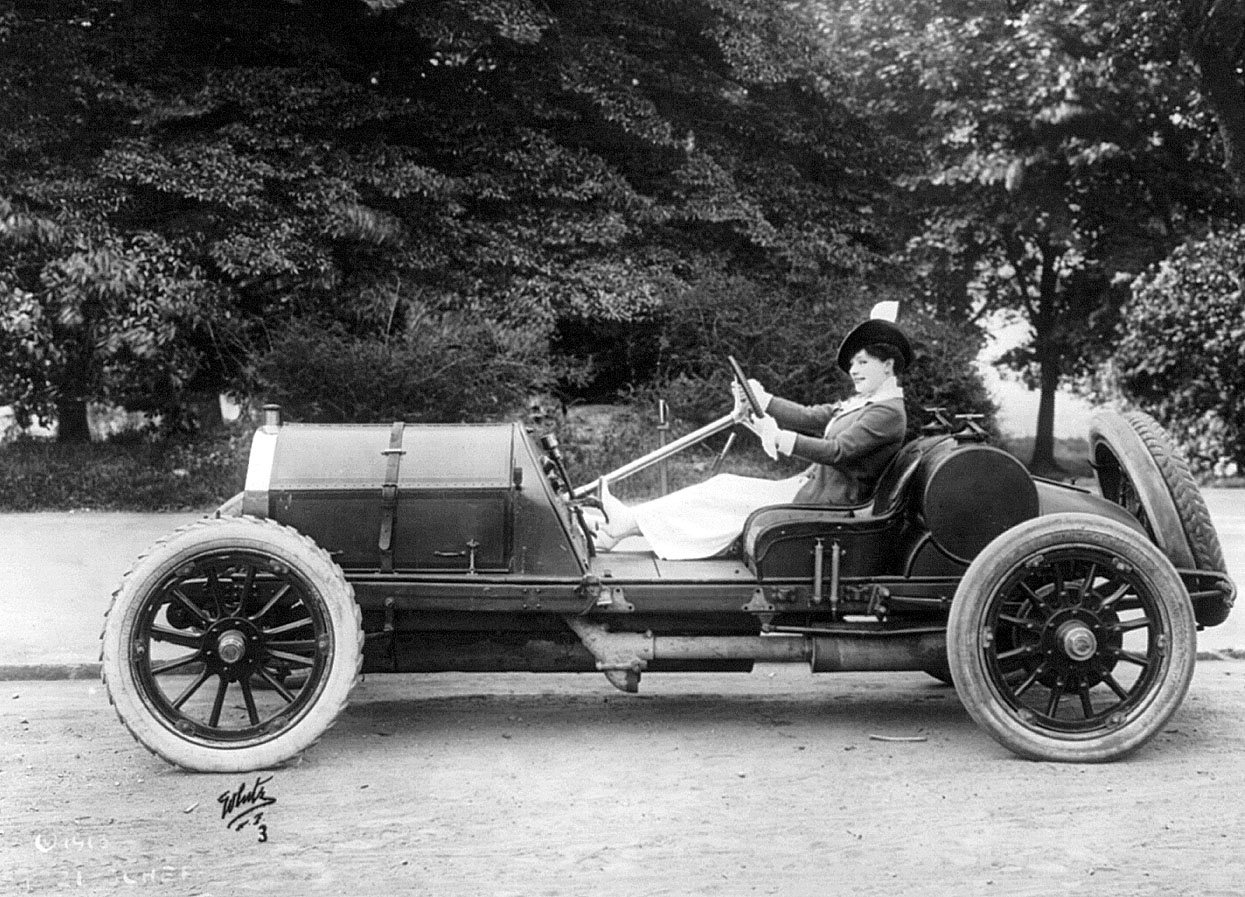
Fritzi Scheff am Steuer ihres Mercer Typ 35R Raceabout (1913)

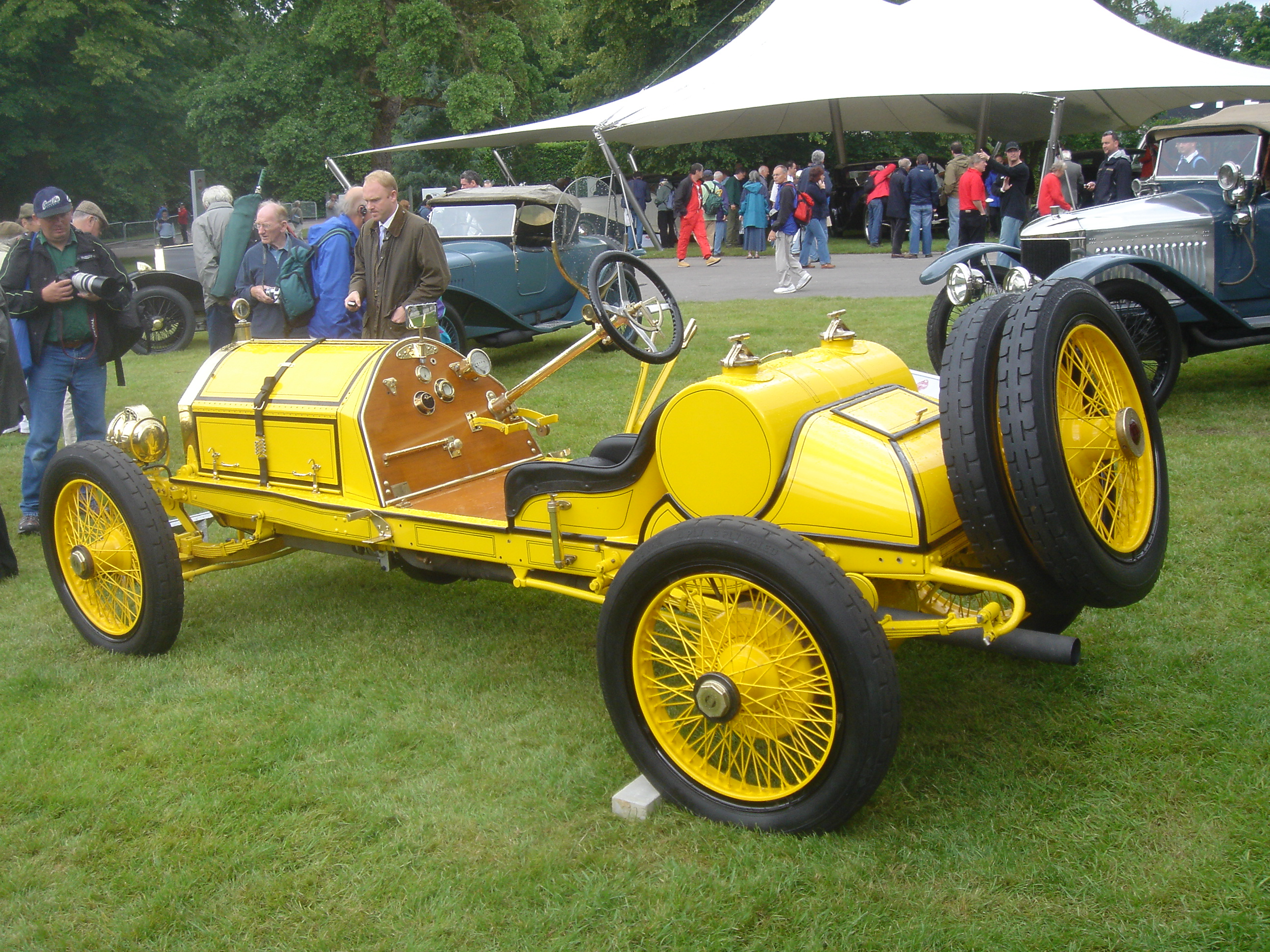
Mercer Raceabout (1912) beim Goodwood Festival of Speed 2007

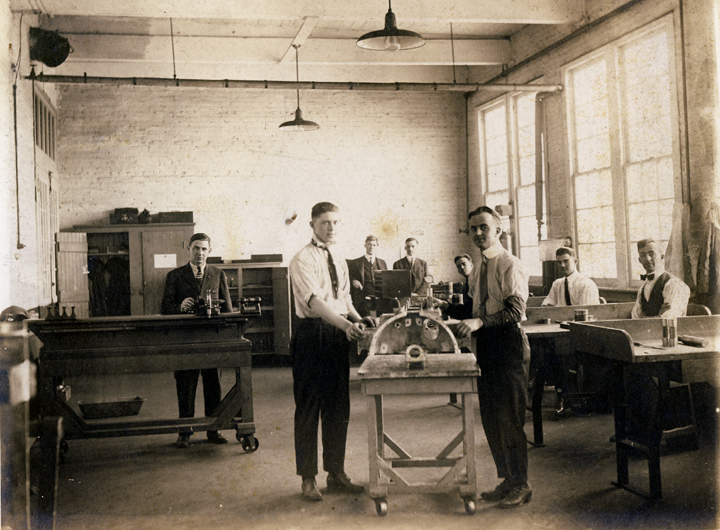
Harold Higgins (ganz links) mit Arbeitern, einschl. dem Fahrer Eddie Pullen – Werkstatt der Mercer Automobile Co., ca. 1910. (Foto zur Verfügung gestellt von Janelle Higgins Jones)

Mercer Motors Corporation, vorher Mercer Autocar Company, Mercer Automobile Company und Mercer Motors Company, war ein Automobilhersteller in den Vereinigten Staaten vor dem Zweiten Weltkrieg.

## Geschichte
Mercer vereinigte verschiedene Talente und Geldgeber: Ferdinand Roebling, Sohn von John A. Roebling, war Präsident der Gesellschaft und sein Neffe Washington Roebling II der Geschäftsführer. Die Familie Roebling beschäftigte sich mit großem Erfolg mit der Herstellung von Stahlseilen und Hängebrücken; sie waren ingenieurmäßiges Arbeiten gewohnt. Der Finanzvorstand war John L. Kuser, der zusammen mit seinen Brüdern Frederick und Anthony ein beträchtliches Vermögen mit Bankgeschäften, Brauereien und Abfüllung von Getränken angehäuft hatte.
Washington Roebling war mit William Walter befreundet, der in New York City eine kleine Zahl von Luxusautomobilen hergestellt hatte. Der Familie Kuser gehörte eine leerstehende Brauerei im Hamilton (New Jersey) und dort kamen Walter und seine Fabrik 1906 unter. Walter jedoch hatte 1909 so viele Schulden angehäuft, dass die Familien Roebling und Kuser ihn auszahlten, bevor er hätte Konkurs anmelden müssen. Den Namen der Firma änderten sie in Mercer, benannt nach dem Standort Mercer County in New Jersey. Die Firmierung lautete 1910 Mercer Autocar Company und der Sitz war in Trenton in New Jersey. Noch im gleichen Jahr erfolgte die Umfirmierung in Mercer Automobile Company. Talentierte Ingenieure und Rennfahrer brachten neuen Erfolg und die Firma konzentrierte sich auf den Beweis ihrer Leistungsfähigkeit in Automobilwettbewerben.
Im Oktober 1919, nach dem Tod des letzten Roebling-Bruders (Washington Roebling II kam 1912 beim Untergang der Titanic um), kaufte eine Firma von der Wall Street die Gesellschaft und setzte den ehemaligen Vizepräsidenten von Packard, Emlen Hare, an die Spitze des Unternehmens, der Mercer unter dem Dach von Hare’s Motors brachte. Die neue Firmierung lautete Mercer Motors Company. Hare wollte expandieren, erweiterte die Modellpalette und die Produktion und kaufte auch die Marken Locomobile und Crane-Simplex zu. Im Laufe der nächsten Jahre musste Hare’s Motors wegen dieser Zukäufe und der Rezession einen bitteren Preis zahlen: Locomobile wurde liquidiert und von Durant Motors 1922 aufgekauft, und Mercer stellte seine letzten Autos 1925 her; insgesamt waren es etwa 5000 Stück.
Die Elcar Motor Company versuchte, den Markennamen wieder aufleben zu lassen. Dazu gab es ab 21. November 1929 die neue Firmierung Mercer Motors Corporation. Der Sitz war in Elkhart in Indiana. Zwei Fahrzeuge wurden auf der New York Automobile Show präsentiert. Die Quellen sind sich nicht einig, ob es Januar 1930 oder Januar 1931 war. 1931 wurde das Unternehmen aufgelöst.

## Typ 35R Raceabout
Das Ergebnis war einer der bekanntesten Sportwagen der Dekade: Der Mercer Typ 35R Raceabout von 1910, ein nackter, zweisitziger Speedster, der für ein „sicheres und zuverlässiges“ Erreichen einer Geschwindigkeit von 70 mph (113 km/h) konstruiert war. Er schaffte sogar über 90 mph (145 km/h). Der Vierzylinder-Reihenmotor des Raceabout mit Schnüffelventilen hatte einen Hubraum von 4,9 Litern und entwickelte 58 bhp (42 kW). Er gewann fünf der sechs Autorennen, für die er 1911 gemeldet war, und es folgten Hunderte von weiteren Siegen. Der Raceabout wurde einer der besten Rennwagen seiner Zeit, sehr geschätzt wegen seiner hohen Fertigungsqualität und seiner hervorragenden Fahreigenschaften.
Beim Straßenrennen um die Elgin National Trophy 1914 in Elgin (Illinois) stießen zwei Raceabouts zusammen und wurden zerstört. Einer der Fahrer, Spencer Wishart, ein bekannter Rennfahrer, der immer ein Hemd und eine Krawatte unter seinem Overall trug, starb bei diesem Unfall zusammen mit seinem Mechaniker John Jenter. Dies veranlasste die Gesellschaft, ihre Rennaktivitäten einzustellen. Der Konstrukteur des Raceabout verließ die Firma in diesem Jahr, und keine der folgenden Konstruktionen erreichte jemals wieder den Ruhm und die Ambition des Typ 35R.
Im Februar 1914 gewann Eddie Pullen, der seit 1910 in der Firma arbeitete, den American Grand Prize mit einem Rennen über 403 mi (648,6 km) in einem Raceabout. Man kann Pullen zusammen mit dem Werkstattleiter Harold Higgins auf dem Bild rechts sehen, genau rechts vom Getriebe.